# 緊急脱出スライド

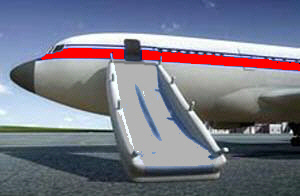
旅客機の脱出用スライド

緊急脱出スライド（きんきゅうだっしゅつスライド）は、航空機に装備されている緊急脱出用装置。

## 概要

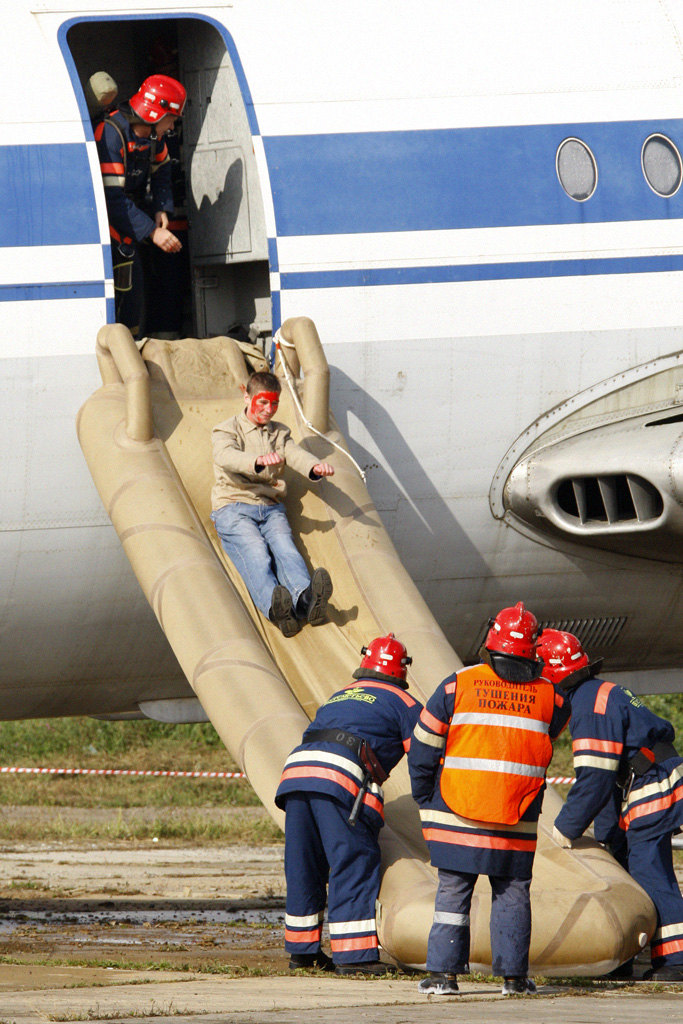
シェレメーチエヴォ国際空港にて行われた空港職員を含む大規模な緊急訓練の様子。

旅客機などの非常口の下部にあり、不時着や火災などの緊急時に展開してすべり台として乗員・乗客を機外に脱出させる機能を有する。多くの場合は自動化されており、非常口を開けると自動的にガスによってスライドが膨張し、展開する。航空機の両側のドアに装備されているが、アメリカ連邦航空局 (FAA) および欧州共同航空当局 (JAA) の規定では、片側の非常口から90秒以内に乗客全員を脱出させることが絶対的な条件とされており、事実上の世界的な規格となっている。多くの航空事故の際に機能し、数多くの乗員・乗客を救ってきた実績がある。
なお、不時着水などの陸地以外で脱出が必要となった場合に備え、スライドがそのままサバイバルキットを備えたいかだになるものも存在する。
非常口を開ける指示は機長が行うが、旅客機の場合、具体的にどの非常口を開けて緊急脱出スライドを展開させるかについては、客室乗務員が火災の発生状況や機体の傾きなどを総合的に勘案して判断する。

## 利用方法
腕を前にして足を肩幅程度に広げ、滑り落ちる。乗客は手ぶらでの利用を求められ、手荷物は持ち出さないよう離陸時に利用方法とともに案内され、注意喚起が行われる。非常口の近くの乗客は、航空会社から緊急時にスライドの下で援助するよう予約時に指名・依頼されることがある。なお、客室乗務員には、定期的にスライドの利用についての研修受講が義務づけられている。

## 緊急脱出スライドをめぐる事故・事件
- 2010年8月9日 - ジョン・F・ケネディ国際空港に着陸直後のジェットブルー航空の機内で客室乗務員と乗客が口論し、客室乗務員が機外へ緊急脱出スライドを開いて逃走する事件が発生した[6]。
- 2012年3月28日 - 日本の長崎空港に駐機していたピーチ・アビエーション機の客室乗務員が誤って緊急脱出用スライドを展開。修理のため機体のやり繰りができず、数日間にわたり運休便が相次いだ[7]。
- 2019年12月5日 - マサチューセッツ州ミルトンの住宅地に飛行中のデルタ航空機からスライドが脱落して民家の庭に落下する事件が発生した。ケガ人はいなかったが庭木が数本折れており、住民が巻き込まれれば死傷は避けられない状況にあった[8]。
- 2025年1月7日 - マサチューセッツ州ボストンのローガン国際空港で、地上を走行中のジェットブルー航空の乗客が非常口のドアを開けて緊急脱出スライドを展開、駆け付けた警官に逮捕された[9]。